# Placide Morency
Placide Morency (* 4. September 1887 in Québec; † im Dezember 1980  ebenda) war ein kanadischer Sänger (Bariton).

## Leben und Wirken
Morency trat in der Region Québec häufig mit seiner Frau Fernande Pelletier und seinem Bruder Laurent Morency auf, so beispielsweise in der Operette Les Maris de Ginette von Félix Fourdrain. 1921 spielte er den Florestan de Valaincourt in André Messagers Véronique. In den 1920er Jahren arbeitete er zudem mit Honoré Vaillancourts Société canadienne d'opérette zusammen.
Zwischen 1922 und 1930 nahm er mehr als 50 Titel beim Label Starr auf, darunter religiöse Lieder (Le Crucifix, Adeste fideles, L'Angélus, Vers son sanctuaire), Opernarien (u. a. aus Carmen, Pagliacci, Manon, Le Cid, Le roi d’Ys und Jocelyn) und Operettenmelodien  (Les Cloches de Corneville, La Mascotte) sowie Lieder von Jules Massenet, Cécile Chaminade, Enrico Toselli und Francesco Paolo Tosti.
Daneben entstanden auch Aufnahmen französischer Varietémusik von Henri Christiné und Charles Borel-Clerc, von Bearbeitungen amerikanischer Hits wie Dans les sentiers du souvenir, Tout seul und Toujours, von denen mehrere von Roméo Beaudry geschrieben wurden, sowie Duettaufnahmen (mit seiner Frau bzw. mit seinem Bruder) aus den Operetten Véronique, La Mascotte, Mireille und Xavière.